# Vera Koval
Vera Viacheslavovna Koval (en ruso: Вера Вячеславовна Коваль; Briansk, 22 de octubre de 1983) es una deportista rusa que compitió en judo y sumo.
Ganó dos medallas en el Campeonato Europeo de Judo, plata en 2009 y bronce en 2010.
Además, en sumo consiguió una medalla de bronce en los Juegos Mundiales de 2013, en el peso ligero.

## Palmarés internacional
| Campeonato Europeo | Campeonato Europeo | Campeonato Europeo | Campeonato Europeo |
| Año                | Lugar              | Medalla            | Categoría          |
| ------------------ | ------------------ | ------------------ | ------------------ |
| 2009               | Tiflis (Georgia)   | Medalla de plata   | –63 kg             |
| 2010               | Viena (Austria)    | Medalla de bronce  | –63 kg             |